# Guglielmo Vicario
Guglielmo Vicario (Udine, 7 oktober 1996) is een Italiaans voetballer die speelt als doelman. In juli 2023 verruilde hij Empoli voor Tottenham Hotspur. Vicario maakte in 2024 zijn debuut in het Italiaans voetbalelftal.

## Clubcarrière
Vicario speelde in de jeugd van Bearzi en werd daarna opgenomen in de opleiding van Udinese. Bij die club wist hij niet tot wedstrijden te komen en na een periode bij Fontanafredda nam Venezia hem op huurbasis over. Nadat de club met hem als eerste doelman promotie had behaald naar de Serie C, nam Venezia Vicario definitief over. In de seizoenen 2017/18 en 2018/19 zat hij voornamelijk op de bank, maar het jaar erop was hij eerste doelman van de club, inmiddels uitkomend in de Serie B. Medio 2019 nam Cagliari de sluitpost voor circa twee miljoen euro over. Een week na zijn komst besloot de club hem op huurbasis onder te brengen bij Perugia.
Na zijn terugkeer vanuit Perugia werd Vicario een onderdeel van het eerste elftal van Cagliari in de Serie A. Hij speelde in april 2021 vier wedstrijden als vervanger van Alessio Cragno, die positief was getest op COVID-19. In de zomer van dat jaar huurde Empoli hem met een optie tot koop. Aan het einde van het seizoen 2021/22 werd deze optie gelicht en kwam Vicario definitief vast te liggen bij Empoli. In de zomer van 2023 maakte de doelman voor een bedrag van circa twintig miljoen euro de overstap naar Tottenham Hotspur, waar hij zijn handtekening zette onder een verbintenis voor de duur van vijf seizoenen.

## Clubstatistieken
| Seizoen | Club              | Competitie     | Competitie | Competitie | Beker | Beker | Internationaal | Internationaal | Totaal | Totaal |
| Seizoen | Club              | Competitie     | Wed.       | Dlp.       | Wed.  | Dlp.  | Wed.           | Dlp.           | Wed.   | Dlp.   |
| ------- | ----------------- | -------------- | ---------- | ---------- | ----- | ----- | -------------- | -------------- | ------ | ------ |
| 2013/14 | Udinese           | Serie A        | 0          | 0          | 0     | 0     | —              | —              | 0      | 0      |
| 2014/15 | → Fontanafredda   | Serie D        | 30         | 0          | 0     | 0     | —              | —              | 30     | 0      |
| 2015/16 | → Venezia         | Serie D        | 36         | 0          | 2     | 0     | —              | —              | 38     | 0      |
| 2016/17 | Venezia           | Serie C        | 3          | 0          | 8     | 0     | —              | —              | 11     | 0      |
| 2017/18 | Venezia           | Serie B        | 7          | 0          | 0     | 0     | —              | —              | 7      | 0      |
| 2018/19 | Venezia           | Serie B        | 34         | 0          | 0     | 0     | —              | —              | 34     | 0      |
| 2019/20 | Cagliari          | Serie A        | —          | —          | —     | —     | —              | —              | 0      | 0      |
| 2019/20 | → Perugia         | Serie B        | 37         | 0          | 2     | 0     | —              | —              | 39     | 0      |
| 2020/21 | Cagliari          | Serie A        | 4          | 0          | 3     | 0     | —              | —              | 7      | 0      |
| 2021/22 | → Empoli          | Serie A        | 38         | 0          | 1     | 0     | —              | —              | 39     | 0      |
| 2022/23 | Empoli            | Serie A        | 31         | 0          | 1     | 0     | —              | —              | 32     | 0      |
| 2023/24 | Tottenham Hotspur | Premier League | 38         | 0          | 2     | 0     | —              | —              | 40     | 0      |
| Totaal  | Totaal            | Totaal         | 257        | 0          | 19    | 0     | 0              | 0              | 276    | 0      |

Bijgewerkt op 29 juli 2024.

## Interlandcarrière
Vicario maakte zijn debuut in het Italiaans voetbalelftal op 24 maart 2024, toen een vriendschappelijke wedstrijd gespeeld werd tegen Ecuador. Van bondscoach Luciano Spalletti mocht Vicario in de basisopstelling beginnen. Hij keepte het gehele duel. Door doelpunten van Lorenzo Pellegrini en Nicolò Barella werd met 0–2 gewonnen. De andere Italiaanse debutant dit duel was Raoul Bellanova (Torino).
In mei 2024 werd Vicario door Spalletti opgenomen in de voorselectie voor het EK 2024 in Duitsland. Hij werd vervolgens op 6 juni 2024 opgenomen in de definitieve selectie. Italië eindigde als tweede in de groepsfase na een overwinning op Albanië (2–1), een nederlaag tegen Spanje (1–0) en een gelijkspel tegen Kroatië (1–1), waarna het in de achtste finales werd uitgeschakeld met een 2–0 nederlaag tegen Zwitserland. Vicario kwam op het toernooi niet in actie. Zijn toenmalige clubgenoten Pierre-Emile Højbjerg (Denemarken), Micky van de Ven (Nederland) en Radu Drăgușin (Roemenië) waren eveneens actief op het EK.
| Interlands van Guglielmo Vicario voor Italië | Interlands van Guglielmo Vicario voor Italië | Interlands van Guglielmo Vicario voor Italië | Interlands van Guglielmo Vicario voor Italië | Interlands van Guglielmo Vicario voor Italië | Interlands van Guglielmo Vicario voor Italië |
| №                                            | Datum                                        | Wedstrijd                                    | Uitslag                                      | Competitie                                   | Goals                                        |
| Als speler bij Tottenham Hotspur             | Als speler bij Tottenham Hotspur             | Als speler bij Tottenham Hotspur             | Als speler bij Tottenham Hotspur             | Als speler bij Tottenham Hotspur             | Als speler bij Tottenham Hotspur             |
| -------------------------------------------- | -------------------------------------------- | -------------------------------------------- | -------------------------------------------- | -------------------------------------------- | -------------------------------------------- |
| 1                                            | 24 maart 2024                                | Ecuador – Italië                             | 0 – 2                                        | Vriendschappelijk                            |                                              |
| 2                                            | 4 juni 2024                                  | Italië – Turkije                             | 0 – 0                                        | Vriendschappelijk                            |                                              |

Bijgewerkt op 29 juli 2024.

## Erelijst
| UEFA Europa League | 1 | 2024/25 |